# Blind Youth
Blind Youth er en amerikansk stumfilm fra 1920 af Edward Sloman og Al Green.

## Medvirkende
- Walter McGrail som Maurie Monnier
- Leatrice Joy som Hope Martin
- Ora Carew som Clarice Monnier
- Claire McDowell som Elizabeth Monnier
- Josef Swickard som Pierre Monnier
- Charles A. Post som Tubby
- Leo White som Louis
- Helen Howard som Matilda Packard
- Clara Horton som Bobo
- Colin Kenny som Henry Monnier